# Biserica „Adormirea Maicii Domnului” din Hîrcești
Biserica „Adormirea Maicii Domnului” este o biserică amplasată în Hîrcești, raionul Ungheni, Republica Moldova. Este un monument arhitectural de importanță națională inclus în Registrul monumentelor Republicii Moldova ocrotite de stat cu nr. 1637 (raionul Ungheni). Datează din 1872.